# 伊马夏专区
伊马夏专区（希臘語：Περιφερειακή ενότητα Ημαθίας），是希腊中马其顿大区的一个专区。首府为韦里亚。专区面积为1,701平方公里，2011年人口数量为140,611人。

## 行政
在2011年卡利克拉提斯改革方案中，希腊所有州份被取消。原伊马夏州作为整体设立为伊马夏专区。伊马夏专区下分为3个市镇（括号内为地图中的数字）：
- 韦里亚（1）
- 亚历山德里亚（2）
- 纳乌萨（3）